# Leinach
Leinach är en kommun och ort i Landkreis Würzburg i Regierungsbezirk Unterfranken i förbundslandet Bayern i Tyskland.
Kommunen bildades 1 maj 1978 genom en sammanslagning av kommunerna Oberleinach och Unterleinach.